# Cabanglasán
Cabanglasán es un municipio filipino de tercera categoría, situado al norte de la isla de Mindanao. Forma parte de la provincia de Bukidnon situada en la Región Administrativa de Mindanao del Norte en cebuano Amihanang Mindanaw, también denominada Región X. 
Para las elecciones está encuadrado en el segundo distrito electoral.

## Barrios
El municipio de Cabanglasán se divide, a los efectos administrativos, en 15 barangayes o barrios, conforme a la siguiente relación:

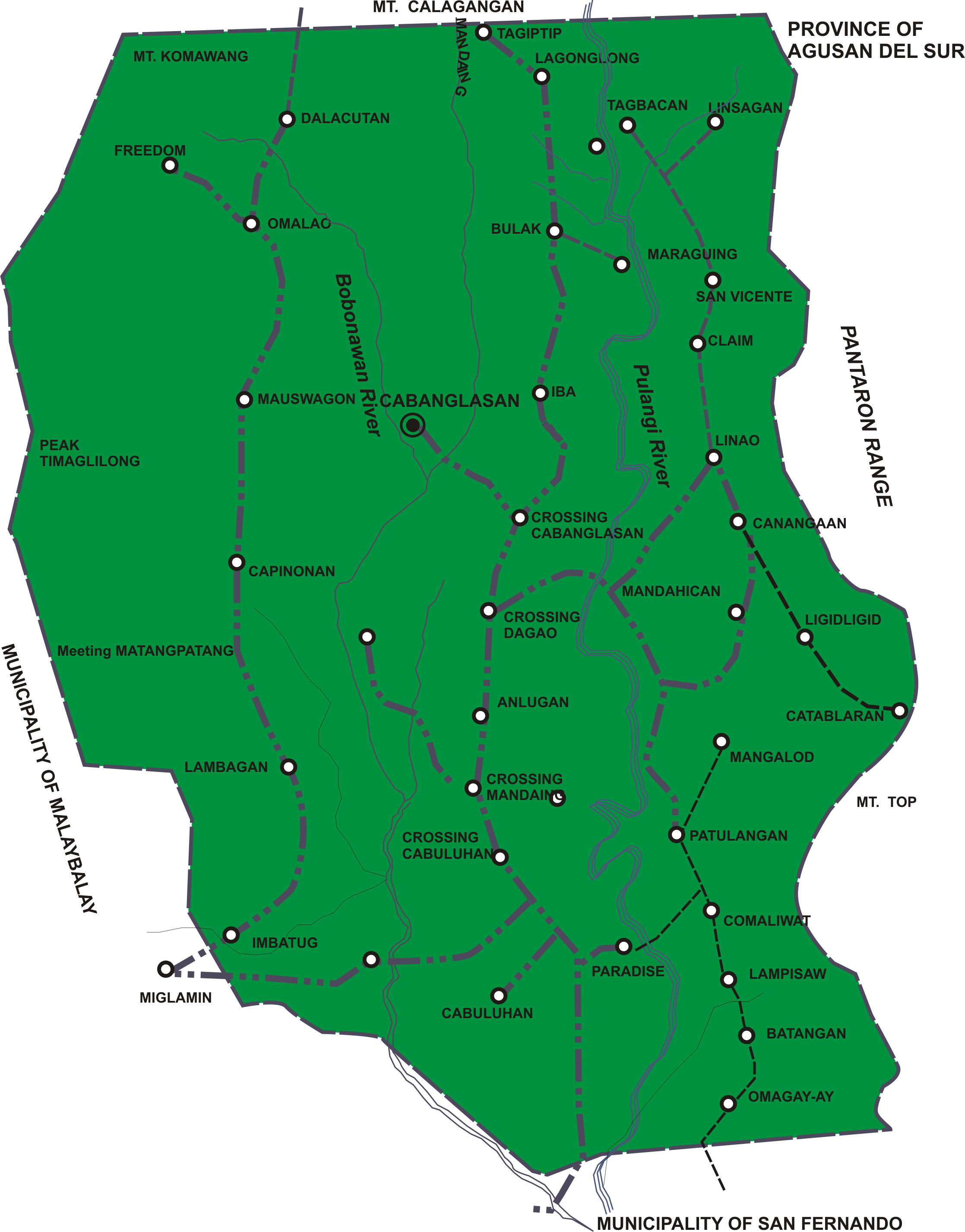
Mapa político de Cabanglasán.

| - Cabulohán - Cananga-án - Iba - Imbatug - Lambangán - Mandaing - Paradise - Población - Anlogán - Capinonán - Dalacután - Freedom - Mandahicán - Mauswagón - Jasaán |

## Historia

### Influencia española
La provincia de Misamis, creada en 1818,   formaba  parte del Imperio español en Asia y Oceanía (1520-1898). Estaba dividida en cuatro partidos.

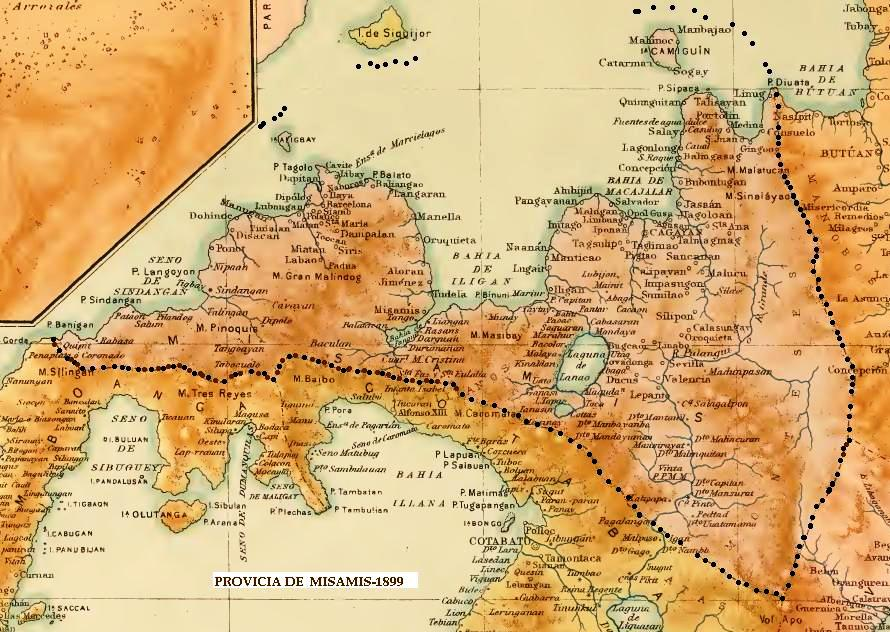
El distrito 2.º de Misamis en 1899.

A principios del siglo XX la isla de Mindanao se hallaba dividida en siete distritos o provincias, uno de los cuales era el distrito 2.º de Misamis, su capital era la villa de Cagayán de Misamis y del mismo dependía la comandancia de Dapitan.
La misión de Sevilla, o de Linabo,  contaba con una población de 4.145 almas incluyendo las visitas de Calasúngay, Linabo, Bugcaon, Valencia, Covadonga, Monserrat, Oroquieta y Silay.

### Ocupación estadounidense

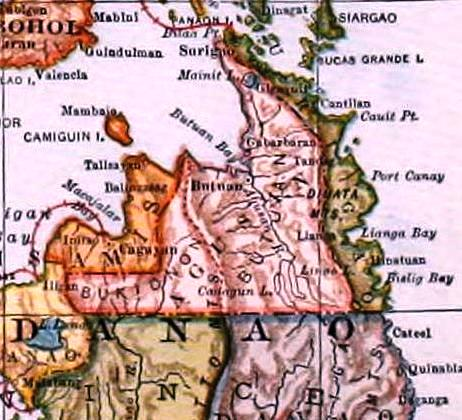
Agusan en 1921.

Una vez pacificado el territorio, el gobierno civil de la  provincia de Misamis fue establecido el 15 de mayo de 1901 incluyendo la subprovincia de Bukidnon.
En 1907 cuando se crea la provincia de Agusan incluyendo a Bukidnon en su territorio.
En septiembre de 1914, al crearse el Departamento de Mindanao y Joló , Bukidnon se convierte en una de sus siete provincias.
Barrio de Malaybalay, uno de los 4 municipios de esta provincia, tal como figura en la División Administrativa de Filipinas de 1916 y también en el plano del censo de 1918.

### Independencia
Hacia 1960 los habitantes de la región Pulangi plantean la separación de Cabanglasan de su municipio madre Malaybalay. Esta demanda fue apoyada por el entonces congresista César M. Fortich.
El 17 de junio de 1972 los barrios de Cabanglasán, Imbatug, Lambagan, Capinonan, Mauswagon, Mandaing, Eva, Mandaigkan, Paradise, Togop, Cabulohan, Bobunawan, Freedom, Dalacutop y Omalao, hasta ahora pertenecientes al municipio de Malaybalay quedan separados para formar el nuevo municipio de Cabanglasán cuya sede del gobierno se sitúa en el barrio del mismo nombre.

### Etimología
Debe su nombre al conocido como Banglas, especie que produce una madera dura y que abunda en la parte superior de Pulangui, donde crece en la parte rocosa a orillas del río Bobunawan.
Kabanglasan significa literalmente un lugar donde abunda esta especie arbórea.